# Wahlen zum Repräsentantenhaus der Vereinigten Staaten 1902
Bei den Wahlen zum Repräsentantenhaus der Vereinigten Staaten 1902 wurden am 4. November 1902 die Abgeordneten des Repräsentantenhauses gewählt. In drei Staaten fanden die Wahlen bereits zwischen Juni und September statt. Die Wahlen waren Teil der allgemeinen Wahlen zum 58. Kongress der Vereinigten Staaten in jenem Jahr, bei denen auch ein Drittel der US-Senatoren gewählt wurden. Da die Wahlen etwa in der Mitte der ersten Amtszeit des im September 1901 ins Amt gekommenen republikanischen Präsidenten Theodore Roosevelt stattfanden (Midterm Election), galten sie auch als Votum über die bisherige Politik des Präsidenten.
Zu dieser Zeit bestanden die Vereinigten Staaten aus 45 Bundesstaaten. Es waren 386 Abgeordnete zu wählen. Die Sitzverteilung basierte auf der Volkszählung von 1900. Diese begründete auch den Anstieg der Sitze von 357 auf 386.
Von der Anhebung der Abgeordnetenzahl konnten beide große Parteien profitieren. Dabei hatten die Demokraten einen leichten Vorsprung. Sie konnten aber die bereits bestehende republikanische Mehrheit nicht gefährden. Im Großen und Ganzen stellte die Wahl von 1902, ebenso wie die von 1900, keine Trendwende in bestimmte Richtungen dar. Die Wähler wollten eher den Status quo erhalten. Erwähnenswert ist die Auflösung der Populist Party, deren Mitglieder sich meist den Demokraten angeschlossen hatten. Erstmals wurde im Jahr 1902 der spätere Parlamentspräsident (Speaker) und Vizepräsident John Nance Garner in das Repräsentantenhaus gewählt.
Wahlberechtigt und wählbar waren nur Männer. Frauen waren noch bis 1920 auf Bundesebene von Wahlen ausgeschlossen. Vor allem in den Südstaaten war das Wahlrecht durch Gesetze eingeschränkt, die das Wahlrecht an ein bestimmtes Steueraufkommen knüpften. Dadurch wurden ärmere Weiße, vor allem aber viele Afro-Amerikaner vom Wahlrecht ausgeschlossen.

## Wahlergebnis
- Demokratische Partei 176 (151) Sitze
- Republikanische Partei 207 (200) Sitze
- Populist Party 0 (5) Sitze
- Sonstige: 3 (1) Sitze

Gesamt: 386 (357)
In Klammern sind die Ergebnisse der letzten Wahl zwei Jahre zuvor. Veränderungen im Verlauf der Legislaturperiode, die nicht die Wahlen an sich betreffen, sind bei diesen Zahlen nicht berücksichtigt, werden aber im Artikel über den 58. Kongress im Abschnitt über die Mitglieder des Repräsentantenhauses bei den entsprechenden Namen der Abgeordneten vermerkt. Das Gleiche gilt für Wahlen in Staaten, die erst nach dem Beginn der Legislaturperiode der Union beitraten. Daher kommt es in den Quellen gelegentlich zu unterschiedlichen Angaben, da manchmal Veränderungen während der Legislaturperiode in die Zahlen eingearbeitet wurden und manchmal nicht.